# Équipe d'Australie de football à la Coupe des confédérations 1997
L'équipe d'Australie de football participe à sa 1re Coupe des confédérations lors de l'édition 1997 qui se tient en Arabie saoudite du 12 décembre au 21 décembre 1997. Elle se rend à la compétition en tant que vainqueur de la Coupe d'Océanie 1996.

## Résultats

### Phase de groupe
|   | Équipe          | Pts | J | G | N | P | BP | BC | Diff |
| - | --------------- | --- | - | - | - | - | -- | -- | ---- |
| 1 | Brésil          | 7   | 3 | 2 | 1 | 0 | 6  | 2  | +4   |
| 2 | Australie       | 4   | 3 | 1 | 1 | 1 | 3  | 2  | +1   |
| 3 | Mexique         | 3   | 3 | 1 | 0 | 2 | 8  | 6  | +2   |
| 4 | Arabie saoudite | 3   | 3 | 1 | 0 | 2 | 1  | 8  | -7   |

| 12 décembre 1997 | Australie       | 3 | 1 | Mexique   |
| 14 décembre 1997 | Brésil          | 0 | 0 | Australie |
| 16 décembre 1997 | Arabie saoudite | 1 | 0 | Australie |

| 12 décembre 1997                  | Australie                          | 3 - 1 | Mexique                | Stade International Roi Fahd, Riyad               |                                                   |
| 19:00 · Historique des rencontres | Viduka 45e · Aloisi 59e · Mori 90e |       | L.Hernandez 80e (pen.) | Spectateurs : 15 000 Arbitrage : Pirom Un-Prasert | Spectateurs : 15 000 Arbitrage : Pirom Un-Prasert |
| 19:00 · Historique des rencontres | (rapport)                          |       |                        | Spectateurs : 15 000 Arbitrage : Pirom Un-Prasert | Spectateurs : 15 000 Arbitrage : Pirom Un-Prasert |

| 14 décembre 1997                  | Australie | 0 - 0 | Brésil | Stade International Roi Fahd, Riyad                 |                                                     |
| 20:00 · Historique des rencontres |           |       |        | Spectateurs : 15 000 Arbitrage : Lucien Bouchardeau | Spectateurs : 15 000 Arbitrage : Lucien Bouchardeau |
| 20:00 · Historique des rencontres | (rapport) |       |        | Spectateurs : 15 000 Arbitrage : Lucien Bouchardeau | Spectateurs : 15 000 Arbitrage : Lucien Bouchardeau |

| 16 décembre 1997                  | Arabie saoudite | 1 - 0 | Australie | Stade International Roi Fahd, Riyad               |                                                   |
| 17:50 · Historique des rencontres | Al-Khilaiwi 40e |       |           | Spectateurs : 20 000 Arbitrage : Javier Castrilli | Spectateurs : 20 000 Arbitrage : Javier Castrilli |
| 17:50 · Historique des rencontres | (rapport)       |       |           | Spectateurs : 20 000 Arbitrage : Javier Castrilli | Spectateurs : 20 000 Arbitrage : Javier Castrilli |

### Demi-finale
| 19 décembre 1997                  | Australie | 1 - 0 a. p. | Uruguay | Stade International Roi Fahd, Riyad               |                                                   |
| 19:00 · Historique des rencontres | Kewell 92e |             | | Spectateurs : 22 000 Arbitrage : Nikolai Levnikov | Spectateurs : 22 000 Arbitrage : Nikolai Levnikov |
| 19:00 · Historique des rencontres | (Rapport) |             | | Spectateurs : 22 000 Arbitrage : Nikolai Levnikov | Spectateurs : 22 000 Arbitrage : Nikolai Levnikov |
| 19:00 · Historique des rencontres | Bosnich - Lazaridis, Ivanovic, Tobin, Zelic - Foster, Vidmar, Muscat 28e - Kewell, Viduka, Vidmar ( 80e Skoko) | Équipes     | Flores - Diego Lopez, Montero, Méndez 5e, De los Santos - Adinolfi, Pablo Garcia, Vespa, Olivera - Zalayeta 4e, Recoba ( 81e Dario Silva) | Spectateurs : 22 000 Arbitrage : Nikolai Levnikov | Spectateurs : 22 000 Arbitrage : Nikolai Levnikov |

### Finale

#### Brésil - Australie
| Titulaires : |  |
| |  |
| Dida · Cafu · Aldair · Junior Baiano · Dunga · Roberto Carlos · Cesar Sampaio · Juninho Paulista · Denilson · Romário · Ronaldo 72e · |  |
| Sélectionneur : |  |
| Mario Zagallo |  |

| Titulaires : |  |
| |  |
| Bosnich · Horvat 55e · Lazaridis · Ivanovic · Tobin · Zelic · Foster · A.Vidmar 31e · T.Vidmar 31e · Kewell · Viduka 24e · |  |
| Remplaçants : |  |
| 31e Aloisi · 31e Muscat · 55e Bingley ·                                                                                    |  |
| Sélectionneur : |  |
| Terry Venables |  |

| Titulaires : |  |
| |  |
| Dida · Cafu · Aldair · Junior Baiano · Dunga · Roberto Carlos · Cesar Sampaio · Juninho Paulista · Denilson · Romário · Ronaldo 72e · |  |
| Sélectionneur : |  |
| Mario Zagallo |  |

| Titulaires : |  |
| |  |
| Bosnich · Horvat 55e · Lazaridis · Ivanovic · Tobin · Zelic · Foster · A.Vidmar 31e · T.Vidmar 31e · Kewell · Viduka 24e · |  |
| Remplaçants : |  |
| 31e Aloisi · 31e Muscat · 55e Bingley ·                                                                                    |  |
| Sélectionneur : |  |
| Terry Venables |  |

## Effectif
Sélectionneur :  Terry Venables
| No. | Pos.      | Joueur          | Date de naissance et âge | Sélec. | Club                    |
| --- | --------- | --------------- | ------------------------ | ------ | ----------------------- |
| 1   | Gardien   | Mark Bosnich    | 13 janvier 1972          |        | Aston Villa             |
| 2   | Défenseur | Steve Horvat    | 4 mars 1971              |        | Carlton                 |
| 3   | Milieu    | Stan Lazaridis  | 16 août 1972             |        | West Ham United         |
| 4   | Défenseur | Milan Ivanović  | 21 décembre 1968         |        | Adelaide City           |
| 5   | Défenseur | Alex Tobin (c)  | 3 novembre 1965          |        | Adelaide City           |
| 6   | Défenseur | Ned Zelic       | 4 juillet 1971           |        | 1860 Munich             |
| 7   | Milieu    | Robbie Slater   | 22 novembre 1964         |        | Southampton             |
| 8   | Milieu    | Craig Foster    | 15 avril 1969            |        | Portsmouth              |
| 9   | Attaquant | Mark Viduka     | 9 octobre 1975           |        | Dinamo Zagreb           |
| 10  | Attaquant | Aurelio Vidmar  | 3 février 1967           |        | Tenerife                |
| 11  | Attaquant | Harry Kewell    | 22 septembre 1978        |        | Leeds United            |
| 12  | Défenseur | Matthew Bingley | 16 août 1971             |        | Vissel Kobe             |
| 13  | Défenseur | Robbie Hooker   | 6 mars 1967              |        | Sydney United           |
| 14  | Défenseur | Tony Vidmar     | 4 juillet 1970           |        | Rangers                 |
| 15  | Milieu    | Josip Skoko     | 10 décembre 1975         |        | Hajduk Split            |
| 16  | Attaquant | Paul Trimboli   | 25 février 1969          |        | South Melbourne         |
| 17  | Attaquant | Damian Mori     | 30 septembre 1970        |        | Adelaide City           |
| 18  | Attaquant | John Aloisi     | 5 février 1976           |        | Portsmouth              |
| 19  | Milieu    | Ernie Tapai     | 14 février 1967          |        | Perth Glory             |
| 20  | Gardien   | Željko Kalac    | 16 décembre 1972         |        | Sydney United           |
| 21  | Défenseur | Kevin Muscat    | 7 août 1973              |        | Wolverhampton Wanderers |

## Navigation